# XIX Puchar Gordona Bennetta (balonowy)
XIX Puchar Gordona Bennetta – zawody balonów wolnych o Puchar Gordona Bennetta zorganizowane w 1930 roku w Cleveland.

## Historia
Dzięki wygranej Warda van Ormana podczas wyścigów organizowanych w 1929 roku przez USA w St. Louis, w 1930 roku zawody odbyły się po raz kolejny w tym kraju. Początek zawodów zaplanowano na 1 września 1930 roku. Ernest Demuyter przyjechał na zawody już 18 sierpnia. Stany Zjednoczone zgłosiły 3 balony z bardzo silnymi załogami. Był wśród nich dwukrotny zwycięzca (1926, 1929) Ward T. van Orman i zwycięzcy w 1927 roku Edward J. Hill z Arthurem G. Schlosserem.

## Uczestnicy
| Zajęte miejsce | Balon          | Pojemność | Załoga pilot pomocnik pilota        | Kraj              | Czas lotu [h] | Odległość [w km] | Miejsce lądowania Państwo miejsce (najbliższe duże miasto) |
| -------------- | -------------- | --------- | ----------------------------------- | ----------------- | ------------- | ---------------- | ---------------------------------------------------------- |
| 1.             | Goodyear VIII  |           | Ward T. van Orman Alan L. McCracken | Stany Zjednoczone | 27:56         | 872,00           | USA Norfolk                                                |
| 2.             | Belgica        |           | Ernest Demuyter Leon Coeckelbergh   | Belgia            |               | 720,00           | USA Adams                                                  |
| 3.             | Detroit        |           | Edward J. Hill Arthur G. Schlosser  | Stany Zjednoczone |               | 671,00           | USA Albany                                                 |
| 4.             | Cleveland      |           | Roland J. Blair Frank A. Trotter    | Stany Zjednoczone |               | 559,00           | USA Copenhagen                                             |
| 5.             | Barmen         |           | Hugo Kaulen jr. Carl Götze          | Rzesza Niemiecka  | 19:00         | 551,00           | USA Pittsfield                                             |
| 6.             | Pierre Fisbach |           | Albert Boitard Jean Herbe           | Francja           |               | 265,00           | Kanada Smithville (Ontario)                                |

## Przebieg zawodów
Start z lotniska w Cleveland zaplanowano na godzinę 16.30 i obserwowało go 150 000 widzów. Pierwsza wystartowała Belgica, którą pilotował zdobywca pierwszego pucharu, ufundowanego przez Gordona Bennetta Ernest Demuyter. Po niej w odstępach 5 minutowych startowały: Barmen, City of Cleveland, Goodyerar VIII i na końcu Pierre Fisbach pilotowany przez Boitarda.

## Nagrody
Na nagrody przeznaczono 3000$. Zwycięzca miał otrzymać 1000$, za drugie miejsce 800$, trzecie 600$, czwarte 400$ i piąte 200$.       